# 北安普顿
北安普顿 （英語：Northampton）镇位于英国中部，是北安普顿郡的郡治所在。2001年统计人口为197,199人，以人口计算是英国的第三大镇（位于雷丁和達德利之后）。
北安普顿交通便利，南离伦敦96（60英里），北距伯明翰78（48英里），英国南北动脉M1高速公路贯穿该镇。作为伦敦的卫星城镇，火车也是本地通勤族的重要交通工具。
北安普顿四周环绕着英格兰中部的众多名胜，莎士比亚故居-埃文河畔斯特拉特福德位于其西北部约60公里处，西南距离牛津约68公里，东边75公里是剑桥大学城。已故戴安娜王妃的故居及安息处-斯宾塞家族的安索普庄园就位于北安普顿西北8公里处。
北安普顿是典型的英格兰传统田园乡镇，遍布着宁静的茅草和石头建成的村舍，绿色乡村田野，还有传统的酒馆。同时，北安普顿还是知名的皮鞋产地，全盛时期，当地制鞋业的员工达至5万。随着现代工业的冲击，现时该郡的制鞋业已不复当年，但是一些历史悠久、标榜名匠手工亲做的高级皮鞋品牌如 Church's、John Lobb 和 Crockett & Jones 等，仍然以该地为家。
北安普顿大学在该镇拥有PARK和AVENUE两个校区。

## 友好城市
- 德国 马尔堡[1]
- 法國 普瓦捷
- 中国 大连